# Баранов, Николай Васильевич (морской офицер)
Николай Васильевич Баранов (30 ноября 1856 — ?) — русский морской офицер, капитан 2-го ранга, участник Цусимского сражения.

## Биография
- 1876 — Поступил на действительную службу.
- 30 мая 1877 — Вольноопределяющийся 2-го разряда.
- 1 мая 1879 — Гардемарин с назначение в Гвардейский флотский экипаж.
- 30 августа 1880 — Мичман.
- 1 января 1885 — Лейтенант.
- 6 декабря 1898 — Капитан-лейтенант.
- 1898—1900 — Командир парохода «Онега».
- 1900—1902 — Старший офицер императорской яхты «Полярная Звезда».
- 28 июня — 8 ноября 1902 — Заведующий катерами императорской фамилии.
- 23 октября 1902 — Командир эсминца «Бедовый».
- Заведующий 1-м отрядом эскадренных миноносцев 2-й эскадры Тихого океана.

Во время Цусимского сражения принял с эскадренного миноносца «Буйный» эвакуированных чинов штаба старшего флагмана, включая самого вице-адмирала З. П. Рожественского. 15 мая 1905 года сдался в плен.

## Отличия
- Сербская медаль Такова 4-й степени (1892)
- Орден Святой Анны III степени (6.12.1894)
- Серебряная медаль «В память царствования императора Александра III» (1896)
- Бронзовая медаль за участие в проведении первой переписи населения (1897)
- Сиамский орден Белого слона 4-го класса (1897)
- Серебряная медаль в память Священного Коронования Их Императорских Величеств (1898)
- Датский орден Данеборга кавалерского креста (1898)
- Прусский орден Короны 2-й степени (1901)
- Французский орден Почётного легиона офицерского креста (1902)
- Японский орден Восходящего Солнца 4-й степени (1902)
- Итальянский орден Короны кавалерского креста
- Орден Святого Владимира IV степени с бантом (1904) за 20 успешных ежегодных кампаний
- Орден Святого Станислава II степени (6.12.1904)